# Erringtonia malaccensis
Erringtonia malaccensis är en insektsart som beskrevs av Brunner von Wattenwyl 1907. Erringtonia malaccensis ingår i släktet Erringtonia och familjen Phasmatidae. Inga underarter finns listade i Catalogue of Life.